# Bernd Saupe
Bernd Saupe (* 14. August 1949) ist ein ehemaliger deutscher Fußballspieler, der 1975 für die BSG Chemie Leipzig in der DDR-Oberliga, der höchsten Spielklasse im DDR-Fußball, spielte.

## Sportliche Laufbahn
Bis 1974 spielte Bernd Saupe mit der Betriebssportgemeinschaft (BSG) Motor Döbeln in der drittklassigen Bezirksliga Bezirk Leipzig. Zu Beginn der Saison 1974/75 wechselte er zum Oberligaabsteiger BSG Chemie Leipzig in die DDR-Liga. Dort wurde er hauptsächlich nur in Freundschaftsspielen eingesetzt, daneben bestritt er als Einwechselspieler nur drei Begegnungen in der DDR-Liga. Nachdem die BSG den sofortigen Wiederaufstieg geschafft hatte, wurde Saupe für den Oberligakader der Spielzeit 1975/76 nominiert. Er kam jedoch nur in vier Oberligaspielen zum Einsatz. Dreimal war er Einwechselspieler, am 11. Spieltag stand als er Mittelfeldspieler in der Anfangself, wurde aber nach 76 Minuten ausgewechselt. In der übrigen Zeit spielte er mit der 2. Mannschaft in der Bezirksliga. Auch nachdem die 1. Mannschaft wieder aus der Oberliga abgestiegen war, wurde Saupe auch 1976/77 ausnahmslos bei Chemie II in der Bezirksliga eingesetzt. Am Ende dieser Spielzeit verließ er Chemie Leipzig und schloss sich dem DDR-Liga-Aufsteiger TSG MAB Schkeuditz an. Dort bestritt Saupe 20 der 22 DDR-Liga-Spiele und erzielte sein einziges Tor im DDR-weiten Ligenbetrieb. Die TSG konnte sich nur ein Jahr lang in der DDR-Liga behaupten und spielte danach wieder drittklassig. Bernd Saupe kehrte nicht mehr in den höherklassigen Fußball zurück, wo er von 1974 bis 1978 vier Spiele in der Oberliga und 23 DDR-Liga-Spiele mit einem Tor absolviert hatte.